# Elsemieke van Maaren
Elsemieke van Maaren (Zuilichem, 28 december 1996) is een Nederlands marathonschaatsster en langebaanschaatsster.
In 2018 startte Van Maaren op het WK skeeleren.
In 2019 startte Van Maaren op de NK afstanden op het onderdeel massastart.
In het seizoen 2023-2024 legde Elsemieke van Maaren met een derde plaats tijdens de finale in Leeuwarden beslag op de eindzege in het klassement van de DAIKIN Marathon Cup.

## Records

### Persoonlijke records[4]
| Afstand    | Tijd    | Datum            | Baan       |
| ---------- | ------- | ---------------- | ---------- |
| 500 meter  | 41,92   | 22 oktober 2017  | Heerenveen |
| 1000 meter | 1.28,87 | 15 december 2013 | Breda      |
| 1500 meter | 2.07,37 | 28 oktober 2018  | Inzell     |
| 3000 meter | 4.34,10 | 23 december 2019 | Heerenveen |